# Josep Antoni Valls i Pandutxo
Josep Antoni Valls i Pandutxo va ser el cent setzè president de la Generalitat de Catalunya l'any 1701.
Era fill de Francisca Penducho Carta i de don Joan de Valls, advocat fiscal patrimonial del regne de Sardenya. El seu avi era Gavino Penducho Carta de Nuoro (Sardenya), receptor del Suprem Consell d'Aragó i procurador fiscal del rei Felip IV. Va ser nomenat president el 17 de febrer de 1701 en substitució de Climent de Solanell i de Foix qui havia mort a pocs mesos d'acabar el mandat. El seu nomenament seguint el procés d'extracció normal, va ser protestat pel Consell de Cent si bé va acabar acceptant-lo. Durant el seu curt mandat va reclamar al nou rei Felip que vingués a Barcelona a jurar les Constitucions i va contribuir amb la corona amb l'enviament d'un terç de 2.000 infants cap a Mallorca i Maó i uns 400 cap a Andalusia.
Va morir el 9 de setembre 1706 en Barcelona.
Era ardiaca de Sant Llorenç de la seu de Tarragona (1681-1706).